# Логойская возвышенность
Лого́йская возвы́шенность (бел. Лаго́йскае ўзвы́шша) — часть Минской возвышенности. Располагается в основном на территории Логойского района Минской области Белоруссии.

## Географическое положение
На севере Логойская возвышенность граничит со сквозной долиной рек Гайна и Илия. С запада примыкает Нарочано-Вилейская низменность, с востока — Верхнеберезинская низменность. Южная окраина постепенно переходит в основную часть Минской возвышенности.

## Рельеф
Возвышенность приурочена к юго-западному участку Вилейского погребённого выступа Белорусской антеклизы. Осадочный чехол сложен глинисто-мергелистыми породами среднего девона. На юге встречаются альб-сеноманские отложения (меловой период). Четвертичные отложения — преимущественно времён Сожского оледенения, мощностью до 200—280 м. Морены представлены в основном валунными суглинками и супесями. На склонах присутствуют лёссоподобные слои мощностью 3—5 м.
Рельеф умеренно холмистый и увалистый. Присутствуют дугообразные гряды и куполовидные холмы относительной высотой 30—35 м. Возле речных долин встречаютс, глубокие овраги и лощины, а также небольшие участки плосковогнутых зандровых равнин. Средняя высота над уровнем моря — 250—280 м. Наивысшая точка — Лысая гора (342 м над уровнем моря).

## Гидрография
Возвышенность является частью водораздела между рекам бассейна Балтийского и Чёрного морей. На территории начинаются реки бассейна Днепра (Гайна и её приток Усяжа, Вяча) и бассейна Немана (Илия с притоком Рыбчанка).

## Почвы и флора
Почвы Логойской возвышенности отличаются высокой плодородностью. Распахано 35-40 % территории.
На верщинах и крутых склонах холмов, а также в песчаных заболоченных низинах сохранились елово-сосновые, мелколиственные и смешанные леса.

## Туризм
Логойская возвышенность популярна у любителей горных лыж и лыжного туризма. Здесь располагаются горнолыжные комплексы «Логойск» и «Силичи».